# Křížová cesta (Cheb)
Zaniklá Křížová cesta v Chebu vedla od bývalého hřbitova na Jánském náměstí k zaniklému kostelu v ulici Tršnická severovýchodně od centra města.

## Historie
Křížovou cestu tvořilo sedm větších zděných výklenkových kaplí s plastikou ze života Krista. Vedla od zaniklé kostnice svatého Michala na bývalém hřbitově ke špitálnímu kostelu svatého Jošta. Zanikla po roce 1945.